# UFC on Fox: Alvarez vs. Poirier 2
UFC on Fox: Alvarez vs. Poirier 2 (conosciuto anche come UFC on Fox 30) è stato un evento di arti marziali miste tenuto dalla Ultimate Fighting Championship il 28 luglio 2018 al Scotiabank Saddledome di Calgary, in Canada.

## Risultati
|                                   | Divisione             |                     |                 |                       | Metodo                                  | Round           | Tempo           | Premio          |
| Card Principale                   | Card Principale       | Card Principale     | Card Principale | Card Principale       | Card Principale                         | Card Principale | Card Principale | Card Principale |
| --------------------------------- | --------------------- | ------------------- | --------------- | --------------------- | --------------------------------------- | --------------- | --------------- | --------------- |
|                                   | Pesi leggeri          | Dustin Poirier      | batte           | Eddie Alvarez         | KO tecnico (pugni e gomitata)           | 2               | 4:05            | POTN            |
|                                   | Pesi piuma            | José Aldo           | batte           | Jeremy Stephens       | KO tecnico (pugni)                      | 1               | 4:19            | POTN            |
|                                   | Pesi paglia femminili | Joanna Jędrzejczyk  | batte           | Tecia Torres          | Decisione unanime (30-27, 30-27, 30-27) | 3               | 5:00            |                 |
|                                   | Pesi leggeri          | Alexander Hernandez | batte           | Olivier Aubin-Mercier | Decisione unanime (30-27, 29-28, 29-28) | 3               | 5:00            |                 |
| Card Preliminare (Fox)            |                       |                     |                 |                       |                                         |                 |                 |                 |
|                                   | Pesi welter           | Jordan Mein         | batte           | Alex Morono           | Decisione unanime (29-28, 29-28, 29-28) | 3               | 5:00            |                 |
|                                   | Pesi piuma            | Hakeem Dawodu       | batte           | Austin Arnett         | Decisione unanime (30-27, 30-27, 30-27) | 3               | 5:00            |                 |
|                                   | Pesi leggeri          | Islam Machačev      | batte           | Kajan Johnson         | Sottomissione (armbar)                  | 1               | 4:43            |                 |
|                                   | Pesi mediomassimi     | Ion Cuțelaba        | batte           | Gadžimurad Antigulov  | KO tecnico (pugni e gomitate)           | 1               | 4:25            |                 |
| Card Preliminare (UFC Fight Pass) |                       |                     |                 |                       |                                         |                 |                 |                 |
|                                   | Pesi leggeri          | John Makdessi       | batte           | Ross Pearson          | Decisione unanime (30-26, 29-27, 29-28) | 3               | 5:00            | FOTN            |
|                                   | Pesi mosca femminili  | Katlyn Chookagian   | batte           | Alexis Davis          | Decisione unanime (29-28, 29-28, 30-27) | 3               | 5:00            |                 |
|                                   | Pesi mosca            | Dustin Ortiz        | batte           | Matheus Nicolau       | KO (calcio alla testa e pugni)          | 1               | 3:49            |                 |
|                                   | Pesi paglia femminili | Nina Ansaroff       | batte           | Randa Markos          | Decisione unanime (29-28, 29-28, 29-28) | 3               | 5:00            |                 |
|                                   | Pesi leggeri          | Devin Powell        | batte           | Álvaro Herrera        | KO tecnico (calci al corpo e pugni)     | 1               | 1:52            |                 |

## Premi
I lottatori premiati ricevettero un bonus di 50.000 dollari.
Legenda:
- FOTN: Fight of the Night (vengono premiati entrambi gli atleti per il miglior incontro dell'evento)
- POTN: Performance of the Night (viene premiato il vincitore per la migliore performance dell'evento)